# 三浦康晴
三浦 康晴（みうら やすはる、1959年7月22日  - ）は、日本の元俳優（子役）である。神奈川県横浜市出身。

## 人物
3歳で菊田一夫に見出されて東宝児童劇団に入所し、劇団ひまわりを経て、劇団いろはに所属していた。
代表作のひとつとして第14話より出演した『仮面ライダー』がある。スタッフの間でも演技力は高く評価されていたが、1972年の中学進学に伴って「土曜日しか芸能活動ができない」という意向により降板。降板後に登場した少年仮面ライダー隊は三浦が演じる石倉五郎を中心として考えられていたものであり、その後も再出演が検討されたが実現しなかった。

## 出演作品

### 映画
- 仮面ライダー対ショッカー（1972年、東映）- 石倉五郎

### テレビ
- 愛のうず潮（1968年、NET）
- おくさまは18歳（1970年、TBS・大映テレビ）
- 時間ですよ 第23話（1970年、TBS）-ひろし
- 帰ってきたウルトラマン 第10話「恐竜爆破指令」（1971年、TBS・円谷プロ） - 次郎の級友 ※ノンクレジット
- 仮面ライダー（1971年、MBS・東映）- 石倉五郎
  - 第14話「魔人サボテグロンの襲来」 -  第62話「怪人ハリネズラス 殺人どくろ作戦」、第65話「怪人昆虫博士とショッカースクール」
- 太陽の恋人（1971年、NET・東映）- 坂本秀三
- 刑事くん第1部（1971年、TBS・東映）- 三神次郎
- 夏に来た娘（1972年、TBS）
- 北の家族（1973年、NHK総合）-  佐々木信二
- 新・坊っちゃん（1975年、NHK総合）